# Ernest Burgess

Burgess koncentrikus modellje
CBD
Ipari övezet
Átmeneti övezet
A munkásosztály lakóövezete
Magas státuszú lakóterület
Az ingázók övezete

Ernest Watson Burgess (Tilbury, Ontario, 1886. május 16. – Chicago, Illinois, 1966. december 27.) a Chicagói Egyetem városszociológusa. Az ontariói Tilburyben született. Tanulmányait az oklahomai Kingfisher Collegeben végezte, majd a Chicagói Egyetemen szerzett szociológiai diplomát.  1916-ban oktatóként tért vissza az egyetemre. Burgess volt az Amerikai Szociológiai Társaság (American Sociological Association, ASA) 24. elnöke.

## Tevékenysége
Burgess társadalomökológiai kutatása – kollégája, Robert Ezra Park munkájával együtt – megalapozta a Chicagói iskola létrejöttét. The City (A város) című munkájukban a várost koncentrikus zónákként képezték le (koncentrikus modell), melyet a központi üzleti negyed (central business district, CBD), az átmeneti övezet, a munkásosztály lakóövezete, a magas státuszú lakóterület és az ingázók övezete alkotnak. A városra úgy is tekintettek, mint ami evolúción és változásokon megy keresztül, a darwini értelemben.